# Сидорівський замок

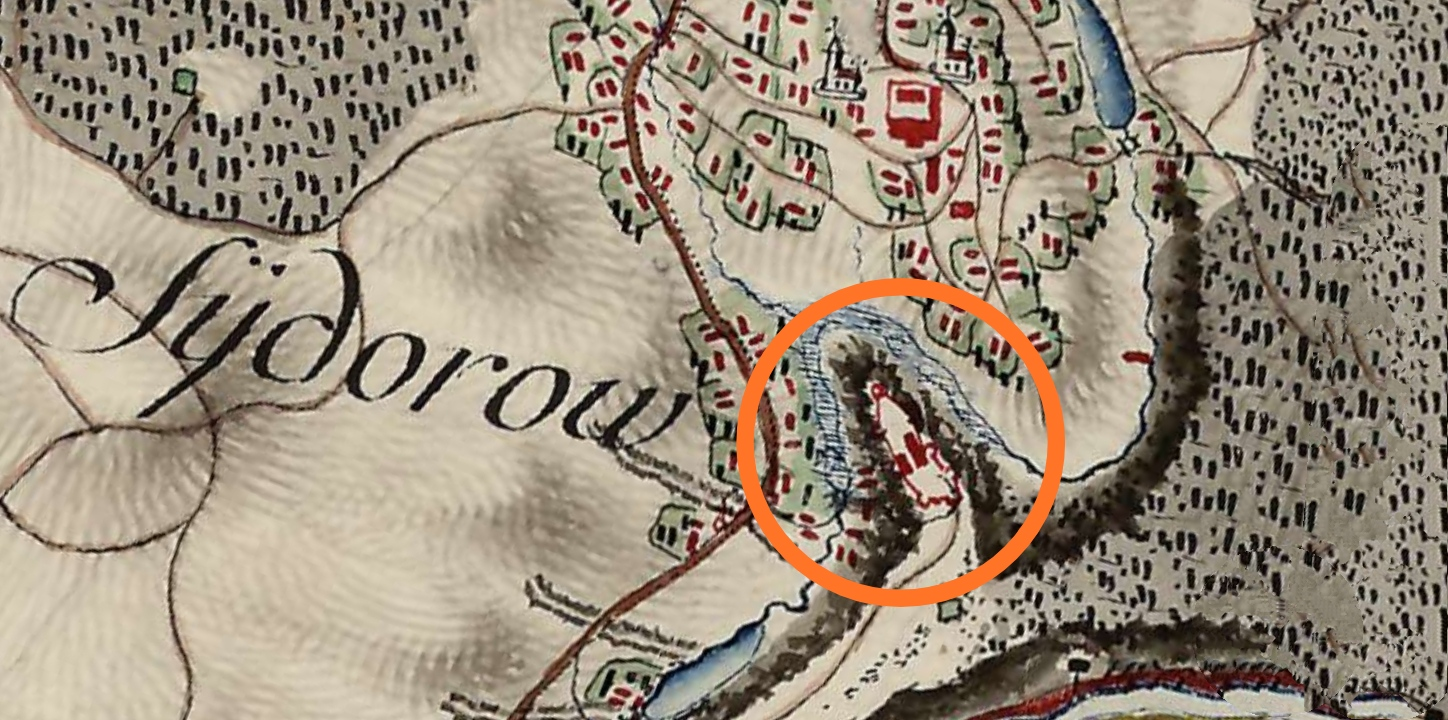
замок на мапі Фрідріха фон Міґа

Си́дорівський за́мок — оборонна споруда середини XVII століття, пам'ятка архітектури місцевого значення. Розташований в селі Сидорів, приблизно в 7 кілометрах південніше смт Гусятин Тернопільської області. Зведений на високому пагорбі, що омивається з трьох боків річкою, з пісковику та вапняку в 40-х роках XVII століття шляхтичем Марціном Калиновським з відомої та могутньої на той час родини Калиновських гербу Калинова. Замок мав 7 веж і досить витягнуту з півночі на південь форму. Довжина замку з півдня на північ 178 метрів, а з заходу на схід лише 30 метрів. Замок був сильно пошкоджений під час турецької навали 1672 року, потім відновлювався. З початком XVIII століття втратив оборонне значення, занепав і потроху руйнувався аж до наших часів.

## Історія

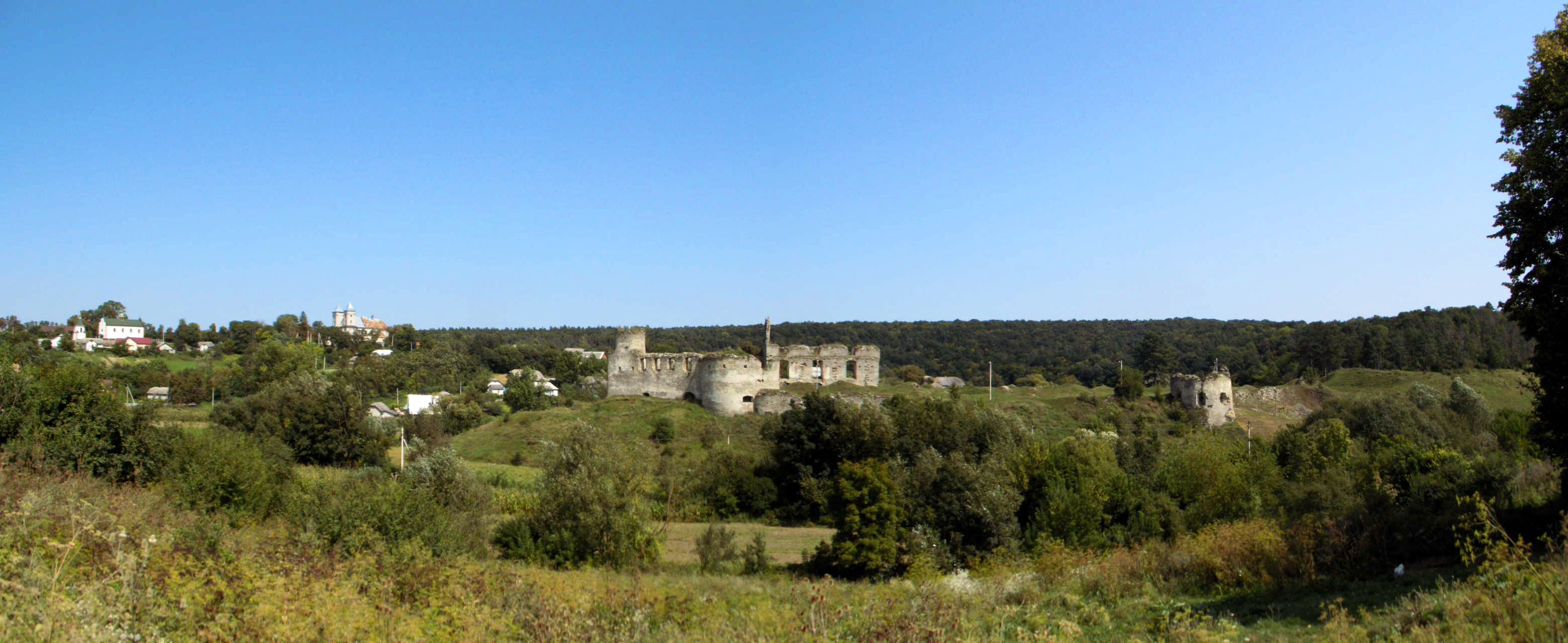
Вид на замок

Історія Сидорівського замку пов'язана насамперед з родиною Калиновських гербу Калинова.
Рід походить від Анджея (Єнджея) Калиновського (1465—1531). Його правнук генерал подільських земель Валентій Александер Калиновський разом із дружиною В. А. Калиновською (з роду Струсів) мали 3-х синів, з яких наймолодший Марцін (Мартин) став польним гетьманом коронним, а після смерті братів успадкував багато земель на Поділлі: Вінницю, Умань. В Сидорові знаходився родовий дерев'яний замок. Тут гетьман Марцін Калиновський на острівці, утвореному річками Суходіл та Слобідка, наказав поставити на горі в 1640 році кам'яний замок.
Замок мав форму острівця та розміри 30 на 178 метри.
1672 року замок був взятий турками, 1673-го відвойований коронним військом. 3 роки тут був комендантом Ян-Самуель Хшановський (з дружиною Анною пізніше відзначилися при обороні Теребовлі в 1675 році). Замок знову зайняли турки, які значно знищили його. Пізніше замок відбудовувався за сприяння ще одного нащадка роду — кам'янецького каштеляна Марціна Калиновського (? — 1738), який сприяв будівництву тут незвичайного за архітектурою костелу (обидва Марціни Калиновські були поховані в ньому). Після смерті Людвіка Калиновського Сидорів перейшов до його доньки Теклі, яка була одружена з Бєльським, пізніше до її доньки Анелі М'ячинської.
На початку XIX століття замок купив Ігнацій Пайґерт і, таким чином, Сидорів перейшов до родини Пайґертів, якій належав до 1941 року. Поет та художник Юзеф Пайґерт мав тут величезну бібліотеку. Останні з родини Пайгертів не дбали про замок і він почав занепадати.

## Сучасний стан
Південно-східна частина замку повністю зруйнована. Найкраще збереглась північна частина замку, де домінує двоярусна трикутна в плані та дещо закруглена ззовні дозорна башта. У стіни, що йдуть з обох боків від дозорної башти, вбудовані 2 напівкруглі двоярусні бастеї. Також збереглася в напівзруйнованому стані південна напівкругла 2-ярусна бастея з в'їзною аркою та контрфорсами.

## Галерея

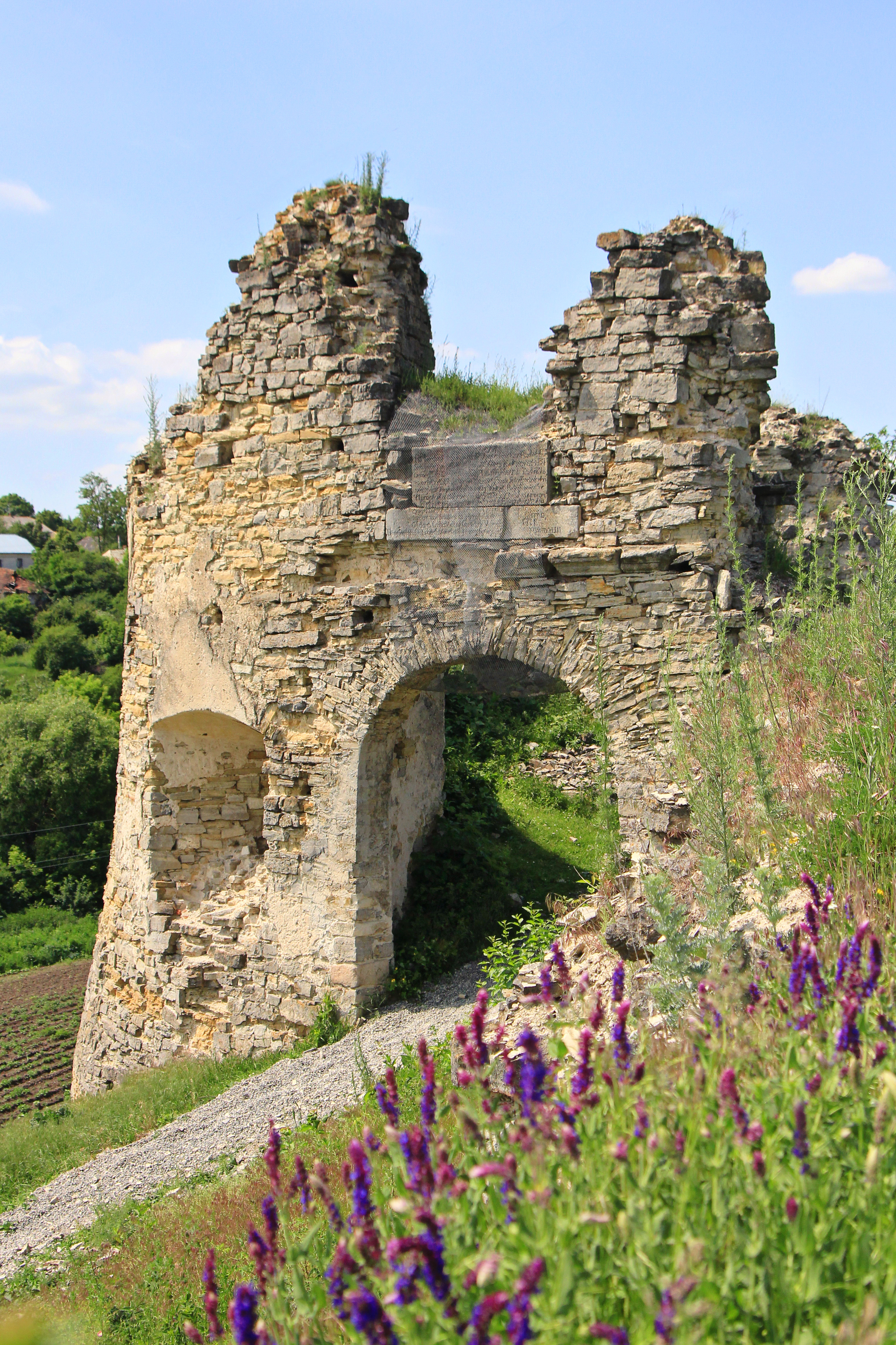
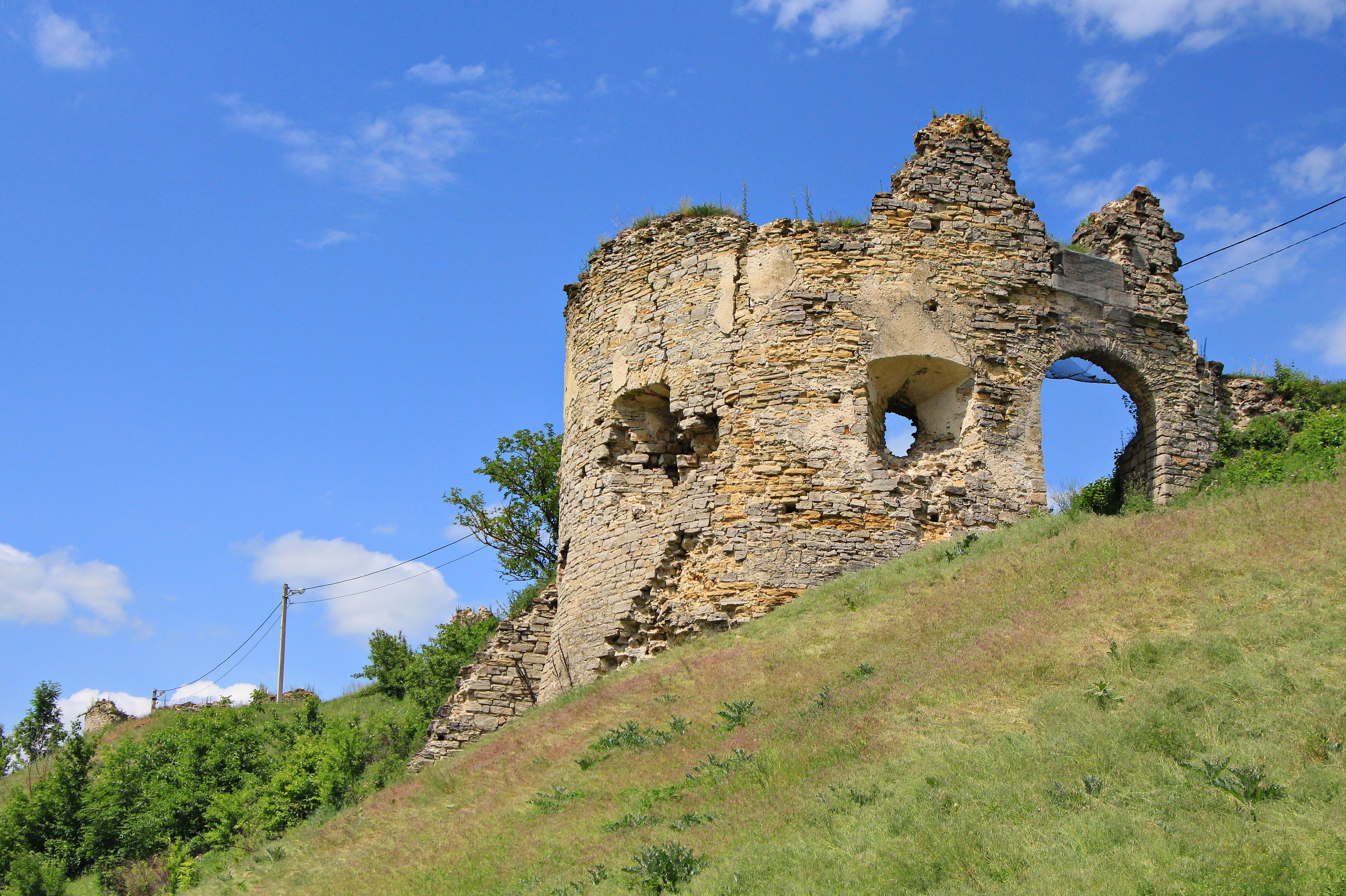
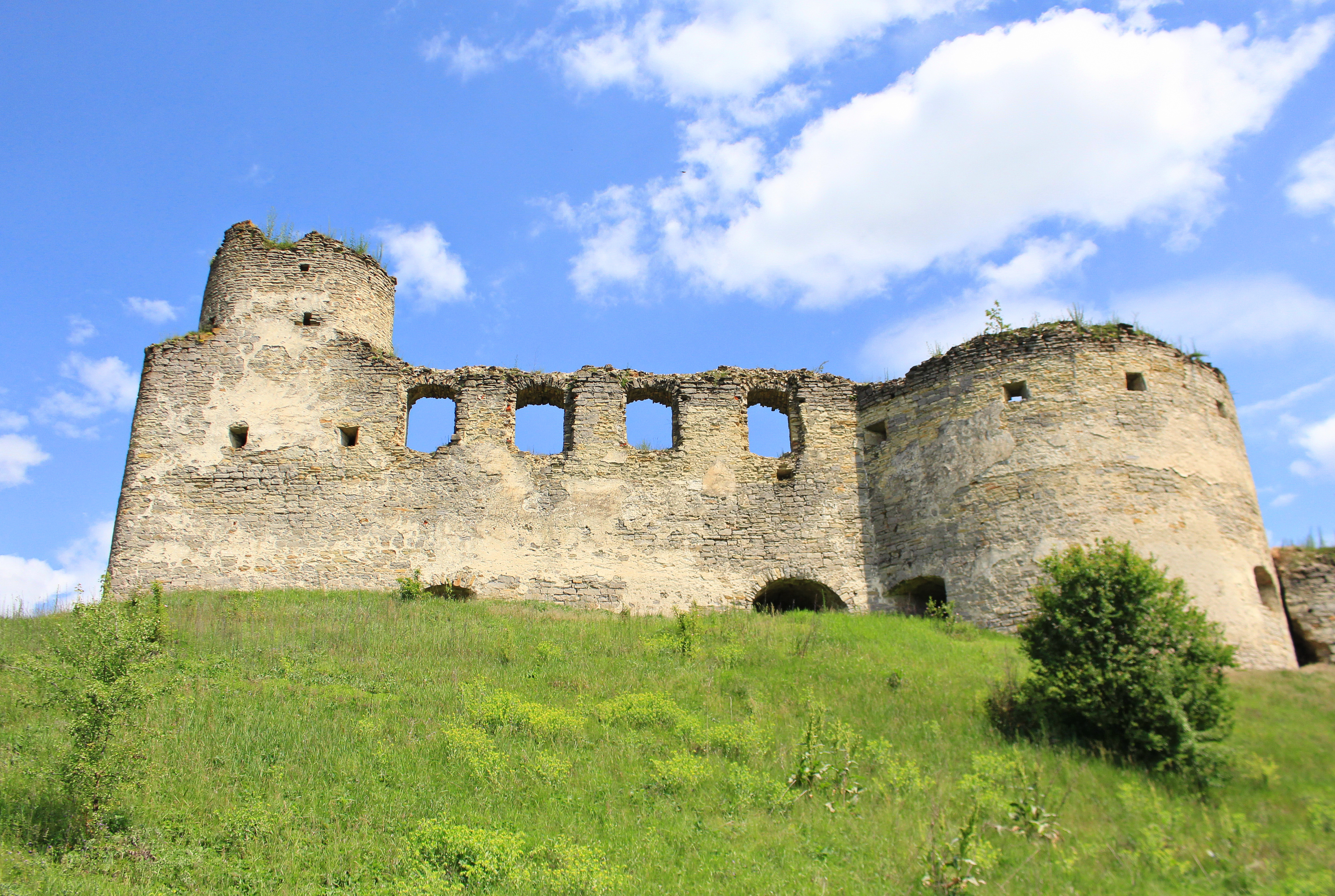
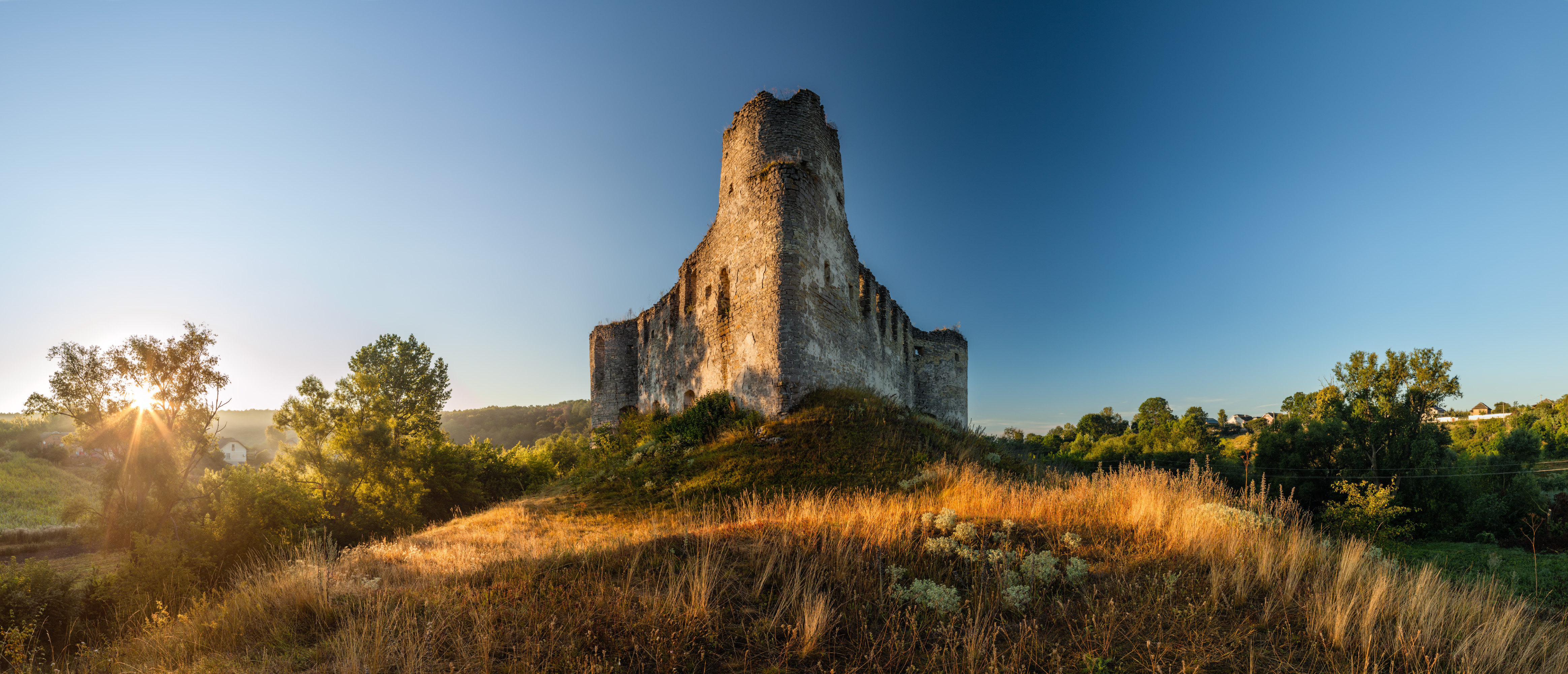
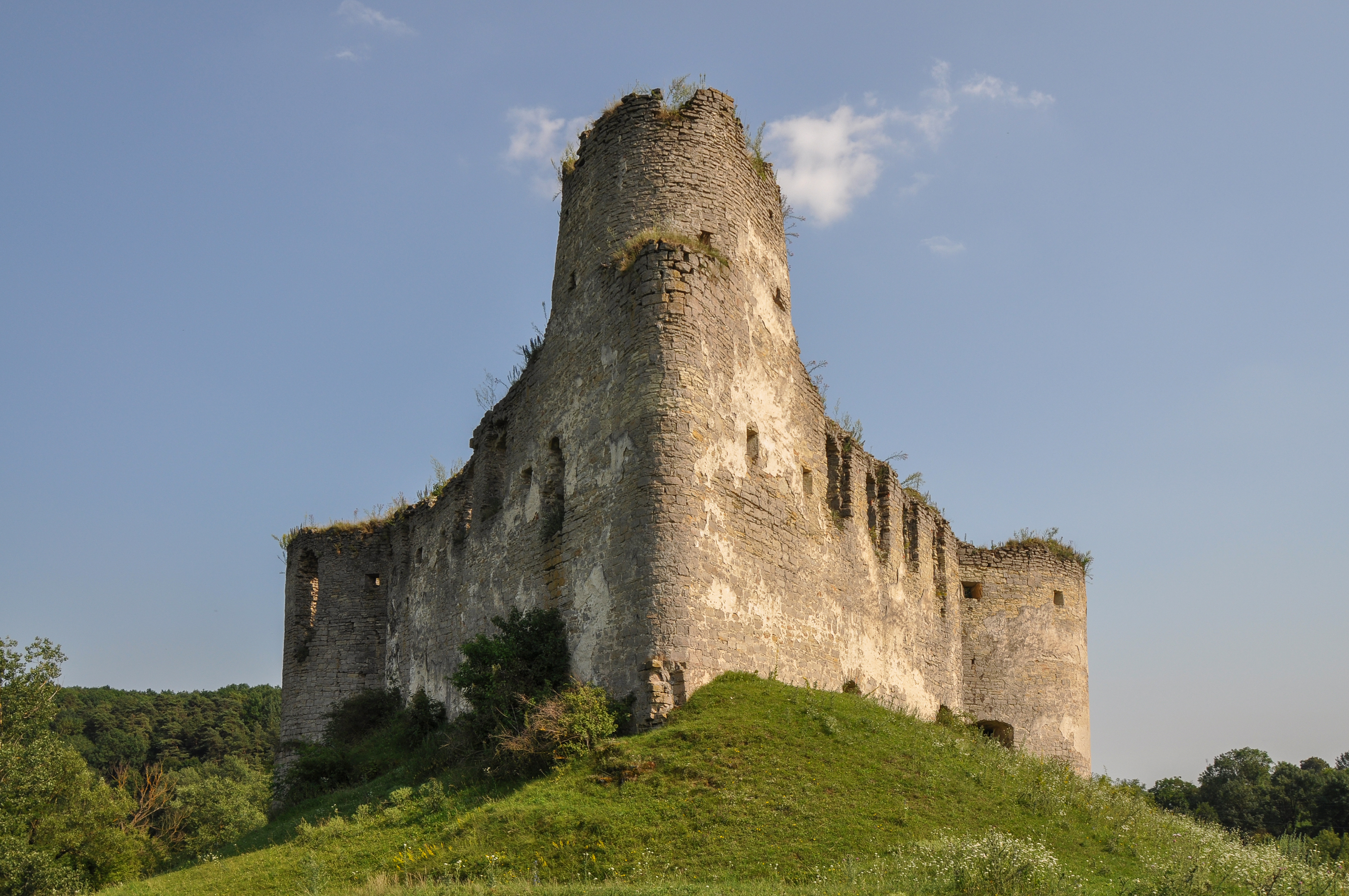